# Filip Banžák
Filip Bandžak, češke operni pevec baritonist, * 10. september 1983, Pardubice, Češka. 
Posebej je znan po vsestranskosti njegovih interpretacij in svetlem glasu z žametnim tonom.

## Življenje
Rodil se je leta 1983 v Pardubicah v Češkoslovaški. Svojo kariero je začel leta 1995, prvič pa je igral vlogo "Paž" v znameniti operi "Rigoletto" Giuseppeja Verdija v Narodnem gledališču v Pragi.
Leta 1998 je prejel prvo nagrado na Velike nagrade Evrope za zborovsko petje v Tolosi v Španiji.
Na mednarodnem pevskem tekmovanju, v kitajskem mestu Ningbo leta 2008 je prejel posebno nagrado.
Postal je zmagovalec na mednarodnem tekmovanju Maria Callas Grand Prix leta 2009 v Atenah, Grčija. 
Nastopal je v več državah: Avstrija, Italija, Poljska, Madžarska, Nemčija, Ukrajina, Kazahstan, Malezija, Singapur, Kitajska in Kanada.
Nastopal je na mestih, kot sta koncertna dvorana Megaron v Atenah, Moskovska mednarodna hiša glasbe, koncertna dvorana Béla Bartók, Budimpešta, Rudolfinum, Praga.
Nagrado za umetnost in kulturo Evropske unije ("Zlata Evropa") je prejel Bandžaku leta 2014.

## Nagrade
- Golden Europea (Zlata Evropa) – 2014